# Sächsische I ME
Als Gattung I ME bezeichneten die Königlich Sächsischen Staatseisenbahnen die elektrischen Güterzug-Lokomotiven der Schmalspurbahn Klingenthal–Sachsenberg-Georgenthal. Im Volksmund wurden die beiden Lokomotiven wegen ihrer Fahrgeräusche und dem Einsatz vor Güterzügen als Gitterrompel („Güterrumpel“) bezeichnet.

## Geschichte
Die beiden Lokomotiven wurden für die Strecke von Klingenthal nach Sachsenberg-Georgenthal beschafft, welche wegen ihres straßenbahnähnlichen Betriebes als einzige sächsische Schmalspurbahn elektrifiziert wurde. Die elektrische Ausrüstung wurde von den Siemens-Schuckert-Werken in Berlin geliefert, den Bau des mechanischen Teils übernahm die Sächsische Maschinenfabrik in Chemnitz. Kurz vor Ausbruch des Ersten Weltkrieges wurden die beiden Lokomotiven im Juli 1914 mit den Fabriknummern 3759 und 3760 und den Betriebsnummern 1 und 2 an die Königlich Sächsischen Staatseisenbahnen ausgeliefert.
Zunächst blieben die Lokomotiven in Klingenthal ungenutzt abgestellt, da durch den Kriegsbeginn die Bauarbeiten an der Strecke unterbrochen wurden. Erst knapp drei Jahre später waren die elektrischen Anlagen in Klingenthal fertiggestellt, so dass die Lokomotiven ab dem 20. April 1917 erstmals vor Güterzügen eingesetzt wurden.
Die 1920 begründete Deutsche Reichsbahn setzte die beiden Lokomotiven zunächst weiter unter ihrer alten Gattungsbezeichnung ein. Erst 1939 erhielten sie die neuen Nummern E 191 01 und E 191 02, nach einer anderen Quelle erfolgte die Umzeichnung sogar erst 1948.
Die beiden Lokomotiven bewältigten bis zu dessen Einstellung am 9. April 1963 den gesamten Güterverkehr der Schmalspurbahn. Einsätze im Reisezugverkehr erfolgten nur in Ausnahmefällen, etwa bei Ausfall der Triebwagen.
Nach der endgültigen Stilllegung der Bahn im April 1964 blieben die Lokomotiven zunächst in Klingenthal ungenutzt abgestellt. 1967 wurden die Lokomotiven schließlich, nach mehreren erfolglosen Verkaufsversuchen, ins ab 1935 für die Instandhaltung zuständige, Reichsbahnausbesserungswerk Dessau überführt und dort verschrottet.

## Technische Merkmale
Mechanischer Teil
Die Lokomotiven besaßen einen genieteten Brückenrahmen aus Profilstählen. Das Führerhaus war mittig zwischen zwei Vorbauten angeordnet, in denen sich die elektrische Ausrüstung befand.
Die Drehgestelle hatten Außenrahmen; angetrieben wurde die jeweils innere Achse. Die Kraftübertragung auf die zweite Achse im Drehgestell erfolgte über Hallsche Kurbeln und Kuppelstangen. Zur Vermeidung von Unfällen im Straßenverkehr erhielten die Drehgestelle nachträglich eine umlaufende Verkleidung, in die die beiden Schneeräumer integriert waren.
Als Zug- und Stoßvorrichtung hatten die Lokomotiven die bei den sächsischen Schmalspurbahnen übliche Trichterkupplung mit unterschiedlich langen Kupplungsköpfen erhalten.
Als Bremsausrüstung besaßen die Lokomotiven eine Westinghousebremse mit Zusatzbremse. Luftverdichter und Hauptluftbehälter befanden sich in den Vorbauten, der Hilfsluftbehälter war außen am Rahmen angebracht.
Elektrischer Teil
Auf dem Dach des Führerstandes waren der Scherenstromabnehmer und der Hauptschalter angeordnet. Der Stromabnehmer hatte anfangs drei, später nur noch zwei Schleifstücke. Er wurde mit Federkraft angelegt. Als Überspannungsableiter diente eine Funkenstrecke.
Der Fahrschalter hatte zwei parallel geschaltete Einschaltwalzen, sodass beide Fahrmotoren auch einzeln betrieben werden konnten. Wie bei Gleichstromfahrzeugen seinerzeit üblich erfolgte die Leistungsregelung über eine Serien-Parallelschaltung mit Anfahrwiderständen. Es bestanden zwei Dauerfahrstufen.
Die beiden Fahrmotoren waren als Gleichstrom-Reihenschlussmotoren in Tatzlageranordnung ausgeführt. Sie waren eigenbelüftet.